# Сойкинский полуостров

Со́йкинский полуостров, также полуостров Со́йкино — полуостров на южном берегу Финского залива, в Кингисеппском районе Ленинградской области. 

## Название
- По одной версии название происходит от ижор. Soikkola — «мыс»[1].
- Согласно второй версии, это прибалтийско-финский ойконим, образованный от дохристианского личного имени Сойкко[2].

## География
С запада Сойкинский полуостров омывается водами Лужской губы, с востока — Копорской. Самая северная точка полуострова — мыс Колганпя. В центральной части находится Сойкинская возвышенность, наибольшая высота — 136 м над уровнем моря.

## Геологическое строение
Сойкинский полуостров сложен моренными отложениями осташковского горизонта, залегающими на глинах венда и кембрия, и представляющими собой плохо сортированные обломочные отложения, содержащие крупные обломки, рассредоточенные в мелкозернистой основной массе мощностью до 150 метров. В повышениях рельефа (Сойкинская возвышенность) в толще осташковского возраста встречаются мощные (до 80 метров) отторженцы микулинского и подпорожского горизонта, перенесенные вероятно со дна Лужской губы.

## История
Полуостров заселён человеком с древнейших времён, о чём свидетельствуют обнаруженные на нём мегалитические сооружения, сравнимые с так называемыми «лабиринтами» на Соловецких островах.
Минимум с первого тысячелетия нашей эры полуостров находится в ареале расселения финно-угорских племён, а в начале второго тысячелетия входит в область влияния Новгорода. Поселения полуострова («деревни на Сойкиных горах у моря») в XVI веке упоминаются в писцовых книгах как входящие в Каргальский погост Копорского уезда Водской пятины. На протяжении почти всего XVII века полуостров был частью шведской провинции Ингерманландии, в это время начинается переселение на его земли эвремейсов. После возвращения в состав России полуостров относится к Сойкинской волости Ямбургского уезда.
В начале 1930-х годов на полуострове возводился значительный укреплённый район, получивший название «Кронштадт-2» или военно-морская база Ручьи, остатки его бетонных сооружений и сейчас можно встретить в сойкинских лесах. Во время Великой Отечественной войны здесь проходили тяжелые бои, вследствие которых многие старинные деревни полуострова были разрушены, и более не восстанавливались. В их число попало и крупнейшее некогда село Сойкино, о былом существовании которого напоминают расположенные в самой высокой точке полуострова развалины сойкинской церкви Николая Чудотворца и заброшеное кладбище.

## Население

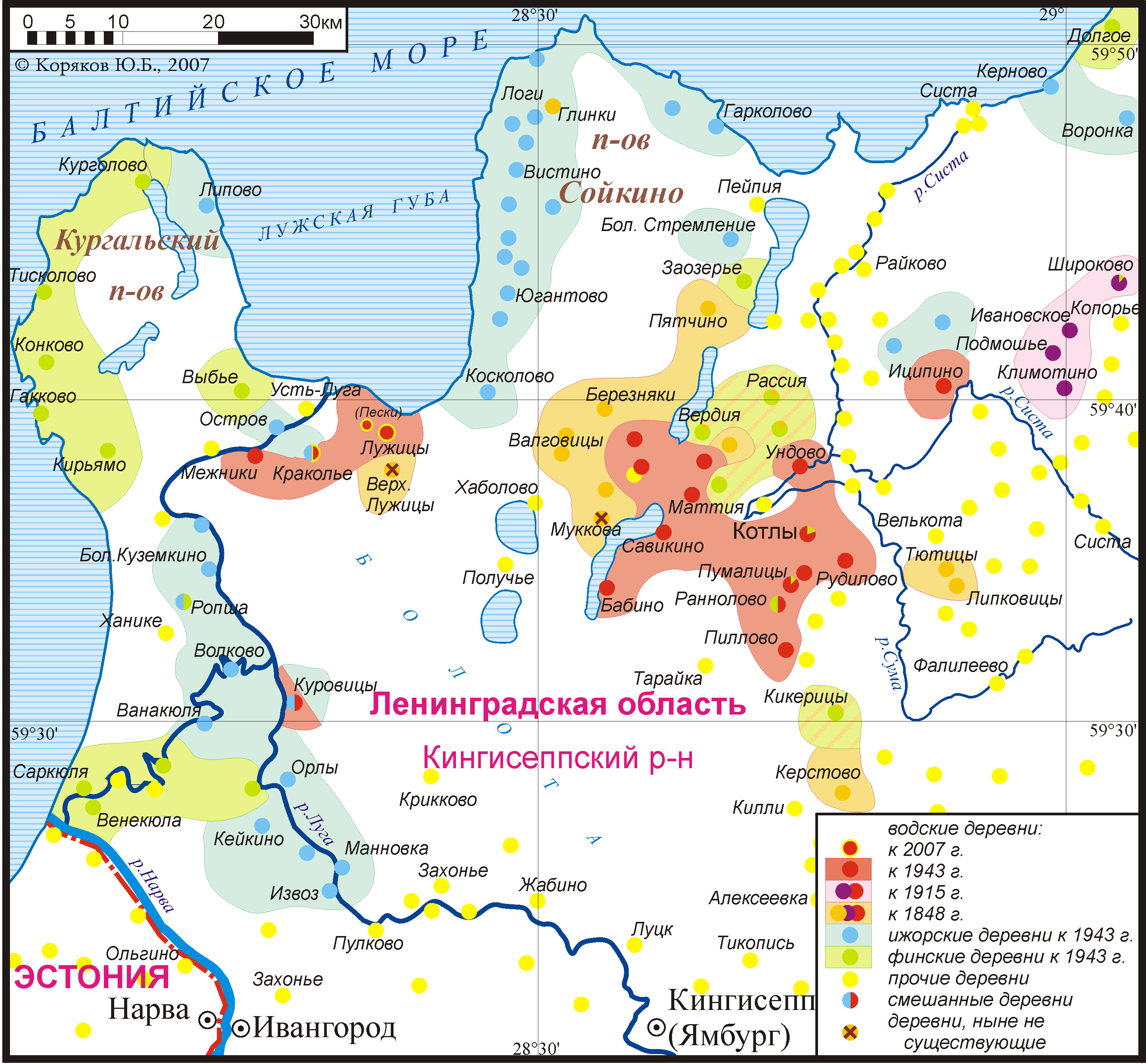
Расселение ижор на Сойкинском полуострове в XIX—XX веках.

С древнейших времён население Сойкинского полуострова составляли народы финно-угорской группы — водь и ижора. До сих пор там компактно проживаются малочисленные остатки этих этнических групп. Более поздними поселенцами являются русские и ингерманландские финны.
В 1926 году, в Кингисеппском уезде был организован Сойкинский ижорский национальный сельсовет, население которого составляли: ижора — 2561, русские — 522, другие нац. меньшинства — 168 человек.
1 августа 1927 года был образован Котельский район, куда вошла Сойкинская волость, состоящая из девяти сельсоветов и Сойкинского сельсовета в том числе.
По постановлению президиума ВЦИК от 20 сентября 1931 года Сойкинский сельсовет ликвидированного Котельского района был присоединён к Кингисеппскому району.
По данным 1933 года в состав Сойкинского сельсовета Кингисеппского района входили 18 населённых пунктов: деревни Андреевщина, Вистино I, Вистино II, Дубки, Евсеева Гора, Кошкино, Красная Горка, Мишино, Пахомовка, Ручьи I, Ручьи II, Слободка I, Слободка II, Сменково, Суйда Гора, Югантово, посёлок Фёдоровка и село Сойкино, общей численностью населения 3092 человека.
По данным 1936 года в состав Сойкинского сельсовета входили 19 населённых пунктов, 723 хозяйства и 12 колхозов.
В 1939 году к Сойкинскому сельсовету был присоединён Косколовский ижорский национальный сельсовет, а затем Сойкинский национальный сельсовет был преобразован в обычный.
В настоящее время на территории полуострова находятся населённые пункты Вистинского сельского поселения: д. Валяницы, д. Вистино, д. Глинки, д. Горки, д. Дубки, д. Залесье, д. Кошкино, д. Красная Горка, д. Логи, пос. Логи, д. Мишино, д. Новое Гарколово, д. Пахомовка, д. Ручьи, д. Слободка, д. Сменково, д. Старое Гарколово, д. Югантово, д. Косколово. Всего на полуострове постоянно проживает около 2000 человек.

## Культура

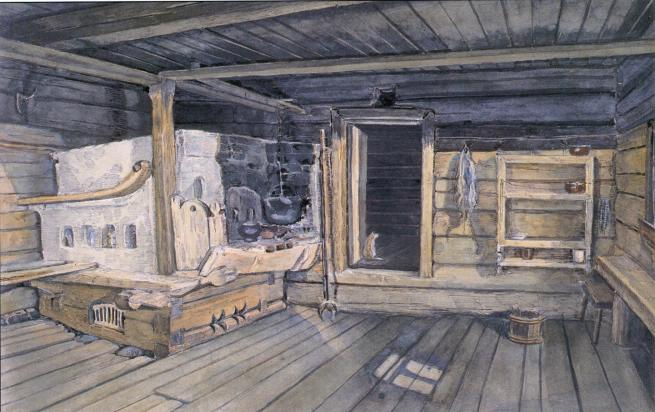
Сойкинский полуостров.
Интерьер ижорской избы. 1926 г.

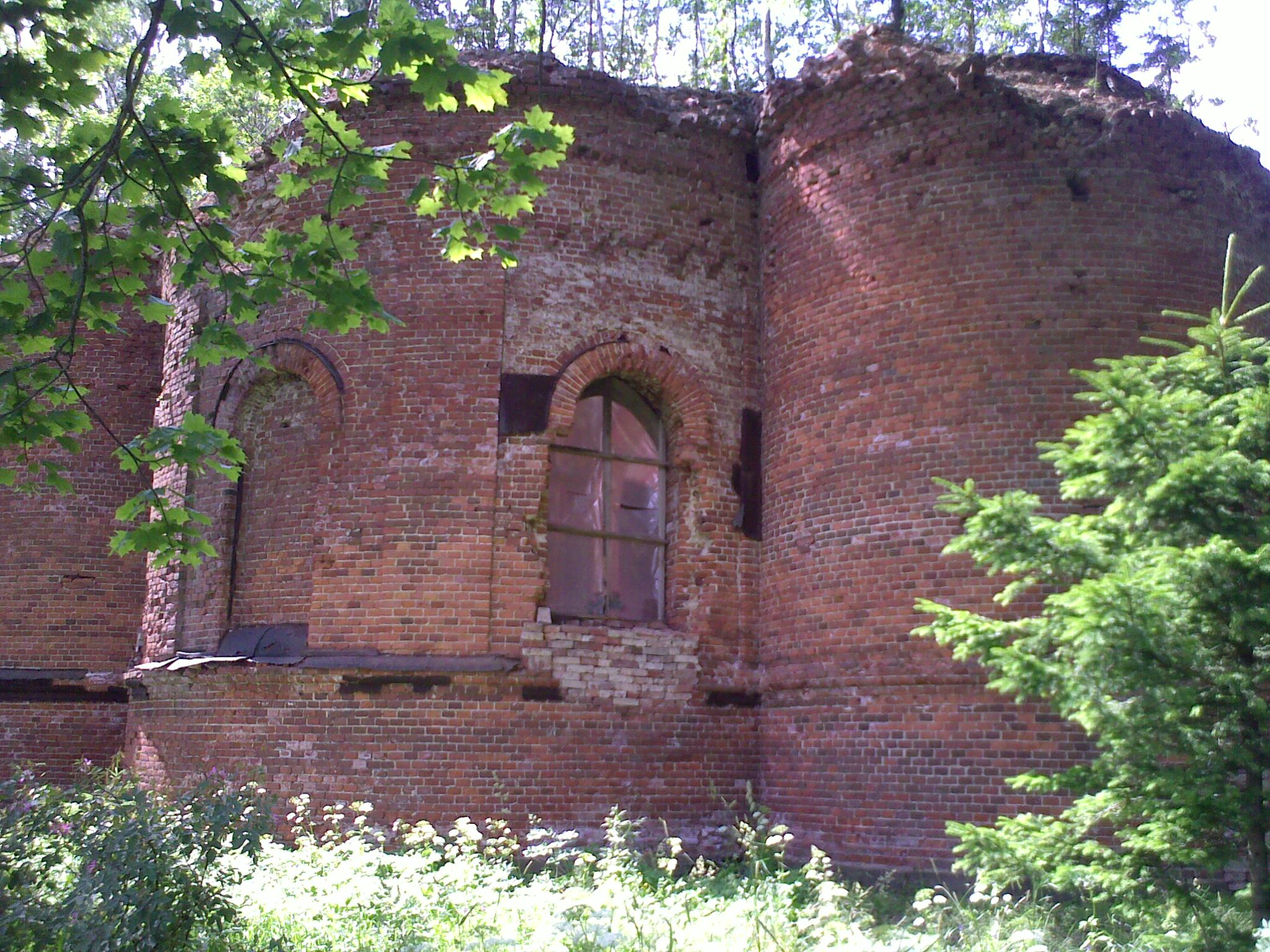
Церковь Николая Чудотворца в Сойкино

Для сохранения культурного наследия народа ижора создан краеведческий музей, в деревне Вистино. В нём выставлены предметы ижорского быта: одежда и утварь, часть экспозиции посвящена традиционному и современному рыболовству. В деревне Горки существует фольклорный ансамбль, исполняющий песни и частушки на ижорском языке, молодёжная фольклорная группа в Вистино исполняет ижорские песни, записываемые у старожилов.

## Экономика

### Рыболовство
Древнейшим занятием населения Сойкинского полуострова является рыболовство в Финском заливе. Главной промысловой рыбой до самого последнего времени являлась салака, также вылавливалась корюшка, ряпушка, килька. Лов производился зимой и летом, при помощи сетей и неводов, причём, главным промысловым сезоном была зима. Летом для выхода в залив использовались парусные двухмачтовые лодки, после революции стали входить в обиход моторные лодки. В XIX веке исследователи фиксируют на земле полуострова крупную рыболовецкую общину, которая судя по размеру и устройству существовала несколько веков. Крестьяне Наровской, Лужицкой и Стремленской волостей образовывали артели, которые делили побережья на участки, распределяя их между собой по жребию.
Община просуществовала до начала XX века, а в советское время началось создание на полуострове более мелких постоянных рыболовецких артелей, которые в 1930-х стали преобразовываться в колхозы. В 1951 году они были укрупнены в колхоз им. Кирова, позднее — колхоз Балтика. Последний, практически не работавший в 1990-х, в настоящее время возобновил лов рыбы в Финском заливе и рыбопереработку.

### Рыбоперерабатывающее производство
Большая часть улова в водах Сойкинского полуострова обрабатывается на мощностях рыболовецких колхозов. Широкому потребителю известны консервы «Шпроты», выпускаемые на перерабатывающих производствах. Старейший рыболовецкий колхоз области работает, несмотря на экономические трудности.

### Транспорт

#### Нефтеналивной терминал
На XII Международной выставке «Транспорт России», прошедшей в рамках «Транспортной недели – 2018», было подписано соглашение о строительстве промышленно-логистического парка в Вистинском сельском поселении Кингисеппского района Ленобласти. ФГУП «Росморпорт» и ООО «Новотранс Актив» будут взаимодействовать при проектировании объектов, которые войдут в «Универсальный торговый терминал «Усть-Луга». Цель проекта — строительство морского терминала и современного высокотехнологичного логистического хаба для перевалки угля, зерна, руды и минеральных удобрений отечественных производителей. По плану терминал должен приступить к работе в конце 2020 года. В 2019 году компания «Ультрамар» приступила к активной стадии реализации инвестиционного проекта.
Протесты жителей деревни Вистино, связанные со стройкой, а также с возведением порта в Усть-Луге, закончились компромиссом. Активисты протестов заставили бизнес учитывать интересы жителей и восстановить вырубленный лес.